# Etat Nr 5/105 pułku zmechanizowanego
Etat Nr 5/105 pułku zmechanizowanego – etat oddziału zmechanizowanego Ludowego Wojska Polskiego, wchodzącego w skład dywizji zmechanizowanej typu "B", wprowadzony w życie rozkazem organizacyjnym Nr 0082/Org. Ministra Obrony Narodowej z 4 grudnia 1952 roku.
Etat Nr 5/105 opracowano dla oddziałów 19 i 20 Dywizji Zmechanizowanej (47, 64, 68, 69, 72 i 73 pz).
Pułk zmechanizowany składał się według etatu Nr 5/105 z niżej wymienionych komórek organizacyjnych i pododdziałów:
- dowództwo
- sztab
- batalion piechoty zmotoryzowanej
  - trzy kompanie piechoty zmotoryzowanej
  - kompania ciężkich karabinów maszynowych
  - kompania moździerzy
  - pluton przeciwpancerny
- kompania czołgów średnich
- dywizjon artylerii
  - trzy baterie artylerii
- bateria moździerzy 120 mm
- kompania rozpoznawcza
  - pluton samochodów pancernych
  - pluton motocyklistów
  - plutonu regulacji ruchu
- kompania saperów
- kompania technicznego zaopatrzenia
  - pluton remontowy
  - pluton zaopatrzenia
- kompania łączności
- pluton obrony przeciwchemicznej

Pułk liczył 807 żołnierzy, w tym: 108 oficerów, 208 podoficerów i 491 szeregowych
Na uzbrojeniu jednostki znajdowało się:
- 10 czołgów średnich T-34/85
- 5 samochodów pancernych BA-64
- 14 armat, w tym 12 armat 76 mm ZIS-3 i 2 armaty 57 mm wz. 1943 ZiS-2
- 14 moździerzy, w tym 8 moździerzy 82 mm i 6 moździerzy 120 mm
- 3 ciężkie granatniki przeciwpancerne (Tarasnice T21)
- 24 granatniki przeciwpancerne RPG-2
- 11 ciężkich karabinów maszynowych
- 28 ręcznych karabinów maszynowych
- 255 karabinów
- 18 karabinów wyborowych
- 326 pistoletów maszynowych
- 173 pistolety.